# Персефона (Стравинский)
«Персефона» — мелодрама для оратора, солирующих певцов, хора, танцоров и оркестра на музыку Игоря Стравинского и либретто Андре Жида.
Впервые была исполнена, под руководством самого композитора, 30 апреля 1934 года в Парижской опере, в одной программе с балетом Жака Ибера «Диана де Пуатье». Премьера была поставлена балетом Иды Рубинштейн, причём сама Рубинштейн выступала в партии Персефоны, а тенор Рене Мезон пел партию Эвмолпа.
Мелодрама также была исполнена в театре Колон в Буэнос-Айресе под руководством самого Стравинского в 1936 году, а затем в Рио-де-Жанейро. На премьере в Буэнос-Айресе присутствовала аргентинская писательница Виктория Окампо.

## Структура
Произведение состоит из 3 частей:
1. Perséphone ravie (Похищение Персефоны);
2. Perséphone aux enfers (Персефона в подземном царстве);
3. Perséphone renaissante (Возрождение Персефоны).